# Antonov An-28
L'Antonov An-28 (désignation Otan Cash) est un avion de transport bimoteur léger, développé à partir du Antonov An-14. Il a été le vainqueur d'une compétition qui l'opposait au Beriev Be-30 pour être utilisé par Aeroflot comme avion de ligne court-courrier. Il a effectué son premier vol en 1969.
Un total de 191 appareils a été produit et 68 d'entre eux sont dans des compagnies aériennes.
Après une courte production de préséries fabriquées par Antonov, Il a été construit sous licence en Pologne par PZL Mielec. En 1993, PZL développa sa propre variante améliorée : le PZL M-28 Skytruck.

## Développement
L'An-28 est similaire à l'An-14 dans plusieurs aspects, y compris dans la structure de l'aile et dans les gouvernails jumelés, mais il dispose d'un fuselage plus vaste et de turbopropulseurs, au lieu des moteurs à pistons en étoile de l'An-14. L'An-28 effectue son premier vol en 1969 en tant que modification de l'An-14. Le modèle de préproduction suivant n'a pas volé avant 1975. En configuration de transport de passagers, l'habitacle peut accueillir un maximum de quinze personnes, en plus des deux hommes d'équipage. En 1978, PZL Mielec entame la production des appareils. Le premier avion de conception polonaise n'a pas volé avant 1984. L'An-28 a finalement reçu son certificat de type soviétique en 1986.

## Variantes
- An-14A : désignation originale de l'Antonov, version élargie et bi-motorisée de l'An-14
- An-14M : prototype
- An-28 : bimoteur court-courrier de l'aviation utilitaire, trois construits
- An-28RM Bryza 1RM : Version de recherche et de sauvetage, ambulance aérienne
- An-28TD Bryza 1TD : Version de transport

## Utilisateurs

### Utilisateurs civils
- Kirghizistan : Kyrgyzstan Airlines (5)
- Moldavie : Tepavia Trans (4)
- Russie : Vostok Airlines (5)
- Suriname : Blue Wing Airlines (4, dont 2 crashés: le 3 avril 2008 et le 15 mai 2010)
- Tadjikistan : Tajikistan Airlines (8)

Une vingtaine d'autres compagnies utilisent également l'An-28.

### Utilisateurs militaires
- Djibouti : Armée de l'air de Djibouti (1)
- Pérou : Armée péruvienne (2)
- Pologne : Armée de l'air polonaise (12, il s'agit de la variante "PZL M-28")
- Géorgie : Armée de l'air géorgienne

### Anciens utilisateurs
- Union soviétique : Aeroflot

## Accidents
- Le 28 août 1993 : Un Antonov An-28, HA-LAJ loué à la société hongroise G92 Commerce - Budapest par une association anglaise, qui transportait deux pilotes et 17 parachutistes s'est posé très durement à la suite d'une panne électrique qui a provoqué la sortie des aérofreins en vol et l'arrêt des deux moteurs, à Weston-on-the-Green, Grande-Bretagne. L'avion a subi des dégâts irréparables. Les 17 passagers et 2 membres d'équipage sont sortis indemnes de cet atterrissage.
- Le 25 mai 2005 : Un Antonov An-28, appartenant à Victoria Air, qui transportait des membres de l'AS Maniema Union s'est écrasé sur une montagne près de Walungu dans la République démocratique du Congo, environ 30 minutes après le décollage. Les 22 passagers et 5 membres d'équipage sont morts dans le crash.
- Le 3 avril 2008 : Un An-28 de Blue Wing Airlines s'écrase à l'atterrissage à l'aéroport Lawa Antino de Benzdorp, au Suriname. Les 19 personnes à bord sont tuées.
- Le 31 mars 2009 : Un PZL M-28 de l'armée de l'air polonaise s'écrase à l'atterrissage à Gdynia, en Pologne. Les 4 personnes qui étaient à bord sont tuées. L'équipage pratiquait un entraînement simulant un atterrissage avec un seul moteur.
- Le 15 octobre 2009 : Un Antonov An-28 de la Blue Wing Airlines est sorti de piste à l'atterrissage de l'aéroport de Kwamelasemoetoe, au Suriname, et a heurté un obstacle. L'avion a été sérieusement endommagé et 4 personnes ont été blessées, dont une grièvement.
- Le 15 mai 2010 : Un Antonov An-28 de Blue Wing Airlines s'écrase peu après son décollage de l’aéroport de Godo Olo, au Suriname, avec deux membres d’équipage et six passagers à bord.
- Le 12 février 2012 : Le crash d'un Antonov An-28 à l'aéroport de Bukavu, tue 6 personnes, dont l'un des influents conseiller du président de la République Démocratique du Congo (Augustin Katumba Mwanke).
- Le 12 septembre 2012 : Un avion An-28 s'est écrasé dans le nord de la région du Kamtchatka (Extrême-Orient russe) faisant au moins dix morts et quatre blessés. L'avion, qui effectuait la liaison entre Petropavlovsk-Kamtchatski et Palana s'est écrasé à 10 kilomètres du village de Palana, dans le nord de la région du Kamtchatka, avec à son bord 14 passagers.
- Le 16 juillet : Un Antonov An-28 d'une compagnie aérienne locale fait un atterrissage d'urgence dans la région de Tomsk en Sibérie. Les 18 personnes à bord ont survécu[1].